# 艾達·哈吉阿利奇
艾達·哈吉阿利奇（Aida Hadžialić，1987年1月21日—）是一名瑞典女性律师、政治家，隸屬瑞典社會民主黨。2010年畢業於隆德大學法律系，除了瑞典語外還會說英語、波斯尼亞語、克羅地亞語和塞爾維亞語。2014年10月3日起擔任高中及成人教育大臣。她是瑞典首兩位穆斯林大臣的其中一位（另一位是麥赫麥特·卡普蘭，已因涉與土耳其伊斯蘭主義組織灰狼的關系，以及被揭發曾發表以色列對待巴勒斯坦人如同納粹德國對待猶太人的言論，被迫辭職）。
2016年8月11日，她在南部城市马尔默因酒後駕駛被捕，8月13日宣佈辭去大臣職務。